# Steven Dale Green
Steven Dale Green (2. maj 1985 - 15. februar 2014) var en amerikansk krigsforbryder og tidligere soldat, der deltog i Irakkrigen.
Green voksede op i Seabrook i Texas, og flyttede til Midland i Texas som 14-årig. Han droppede ud af gymnasiet i 2002, men opnåede «high school equivalency» i 2003. I 2005 blev han indrulleret i den amerikanske hær. Han var stationeret i Irak mellem september 2005 og april 2006. I maj 2006 forlod han hæren, på grund af en antisocial personlighedsforstyrrelse.
Green er den første tidligere amerikanske soldat, der er dømt under en amerikansk lov, der giver anledning til at civilforfølge forbrydelser der finder sted i udlandet.
Han blev dømt 7. maj 2009 for sammen med flere medsoldater at have deltaget i en voldtægt af Abeer Qassim al-Janabi, en 14 år gammel irakisk pige, for derefter at have dræbt hende, og for at have dræbt pigens mor, far og fem år gamle søster, samt sat ild til deres hus, mens han gjorde tjeneste i landsbyen Mahmudiyah i Irak. De forklædte sig som irakere, for at mistanken skulle kastes på oprørerne.
Green blev arresteret af FBI den 30. juni 2006, og 10. juli blev fire andre soldater arresteret for den samme forbrydelsen. Medsoldaterne Paul E. Cortez, James P. Barker, Jesse V. Spielman og Bryan L. Howard blev idømt lange fængselsstraffe. Den militære anklagemyndighed nedlagte påstand om dødsstraf. Steven Dale Green blev dømt for mord og voldtægt og blev idømt fængsel på livstid. 
Filmen Redacted er baseret på hændelserne i Irak.
Den 15. februar 2014 blev Steven Dale Green fundet hængt i sin fængselscelle. 